# Uitgebreide Producentenverantwoordelijkheid
Uitgebreide Producentenverantwoordelijkheid (UPV), internationaal bekend als Extended Producer Responsibility (EPR), is een milieubeleidsstrategie waarbij producenten verantwoordelijk worden gehouden voor de volledige levenscyclus van hun producten, met name voor de afvalfase. Dit concept is ontworpen om milieukosten te internaliseren en duurzame productontwikkeling te stimuleren.

## Definitie
UPV houdt in dat producenten (of importeurs) verantwoordelijk zijn voor de inzameling, verwerking en verwijdering van producten nadat deze hun nuttige levensduur hebben bereikt. Dit kan zowel financiële als fysieke verantwoordelijkheden omvatten. Het doel is om afval te verminderen, recycling te bevorderen en milieuvriendelijke productontwerpen aan te moedigen.

## Oorsprong en ontwikkeling
Het concept van EPR werd in 1990 geïntroduceerd door de Zweedse academicus Thomas Lindhqvist in een rapport voor het Zweedse ministerie van Milieu. Hij definieerde EPR als een milieubeschermingsstrategie die beoogt de totale milieubelasting van een product te verminderen door de producent verantwoordelijk te maken voor de gehele levenscyclus van het product, met name voor terugname, recycling en uiteindelijke verwijdering.

## Wetgeving en implementatie
In veel landen is UPV wettelijk verankerd. In België zorgt OVAM voor de implementatie en handhaving van de UPV en werken producenten samen via organisaties zoals Fost Plus, die verantwoordelijk is voor de organisatie en financiering van de inzameling, sortering en recyclage van huishoudelijk verpakkingsafval, Bebat voor batterijen, Circletex voor textiel en Valumat voor matrassen.
In Nederland zijn producenten en importeurs verplicht zich te registreren bij Rijkswaterstaat en jaarlijks te rapporteren over de hoeveelheden verkochte producten en ingezameld afval. Afhankelijk van de productgroep moeten zij ook aangeven welk deel van het afval is hergebruikt of gerecycled.

## Toepassingsgebieden
UPV wordt toegepast op diverse productcategorieën, waaronder:
- Verpakkingen: tegen 2025 moeten alle verpakkingen die op de markt komen herbruikbaar, recycleerbaar of composteerbaar zijn.
- Afgedankte elektrische en elektronische apparatuur (AEEA).
- Batterijen: worden beschouwd als gevaarlijk afval en moeten selectief worden ingezameld.
- Voertuigen.
- Matrassen.

- Textiel: in Nederland geldt sinds 1 juli 2023 UPV voor textiel; in België sinds 1 januari 2025.[6][7]